# Luis Mesina
Luis Fernando Mesina Marín (Ñuñoa, Chile, circa 1956) es un profesor de historia y activista chileno conocido por ser el vocero de la Coordinadora No más AFP.

## Estudios y vida profesional
Cursó sus estudios secundarios en el Instituto Superior de Comercio. Egresó como profesor de historia, geografía y educación cívica de la Universidad Metropolitana de Ciencias de la Educación. Posee un magíster en educación de la misma casa de estudios y un diplomado en Economía de la Universidad de Chile. Trabajó como ejecutivo en el Banco Santander (en ese entonces Banco de Osorno) antes de terminar su carrera de pregrado.
Entre 1994 y 1996 fue parte del directorio de la desaparecida AFP Futuro, hoy parte de AFP Planvital
Ha sido profesor en numerosos liceos capitalinos y académico de pregrado y posgrado en la Universidad Católica Silva Henriquez.

## Activismo político
Fue militante del Partido Socialista de Chile hasta el año 1994, cuando el apoyo que prestaron al candidato Eduardo Frei Ruiz-Tagle "lo decepcionó".
A inicios de la década del 2000 participó de la formación del movimiento Fuerza Social y Democrática, que habría tenido los mismos lineamientos que tiene la actual Coordinadora No+AFP.[cita requerida]
Fue vicepresidente de la CUT entre 2000 y 2001, cuando Arturo Martínez presidía la agrupación. La dejó al poco tiempo, con una visión crítica de la mesa directiva:

"El manejo de la Central es abiertamente zigzagueante; un día se aparece sonriendo y abrazando a los empresarios, y al día siguiente en una posición totalmente crítica"
Luis Mesina en entrevista con El Mercurio (2001).

En 2008 por primera vez se manifiesta en Plaza de Armas junto a grupo de profesores, repartiendo folletos contra el sistema de pensiones. El movimiento se formalizó en junio del 2013 y adquirió notoriedad en 2016 debido a las masivas manifestaciones callejeras que realizaron.
No ha descartado ser candidato a diputado, pero ha dicho sentir "pudor" de ser candidato presidencial. En enero de 2021 fue inscrito como candidato a la Convención Constitucional por el distrito 10, integrando la lista «Movimientos Sociales: Unidad de Independientes».

## Pensamiento
Mesina se declaró admirador del filósofo Friedrich Nietzsche y el ruso León Trotski.

## Historia electoral

### Elecciones de convencionales constituyentes de 2021
- Elecciones de convencionales constituyentes de 2021, para convencional constituyente por el distrito 10 (La Granja, Macul, Ñuñoa, Providencia, San Joaquín y Santiago)[6]

|  | 12,4 % |

|  | 9,4 % |

|  | 7,5 % |

|  | 5,2 % |

|  | 4,5 % |

|  | 4,4 % |

|  | 3,4 % |

|  | 2,9 % |

|  | 2,5 % |

|  | 2,4 % |

|  | 2,2 % |

|  | 0,9 % |